# البرنامج الأوروبي للتدريب على التدخل في مجال الوبائيات
 تتيح زمالة البرنامج الأوروبي للتدريب على التدخل في مجال الوبائيات (EPIET) التدريب والخبرة العملية في مجال الوبائيات الخاصة بحالات التدخل في المراكز الوطنية لرصد والتحكم في الأمراض المعدية في الاتحاد الأوروبي. وتُتاح الزمالة للممارسين الطبيين والممرضات في مجال الصحة العامة والأطباء البيطريين وغيرهم من الاختصاصيين الصحيين ممن يتمتعون بخبرة سابقة في مجال الصحة العامة واهتمام كبير بالوبائيات في الاتحاد الأوروبي.
==الأهداف== تكمُن أهداف البرنامج في:
- تعزيز رصد الأمراض المعدية في الدول الأعضاء بالاتحاد الأوروبي وعلى مستوى الاتحاد الأوروبي
- تطوير القدرة على الاستجابة على المستوى الوطني وعلى مستوى الاتحاد الأوروبي لمواجهة تهديدات الأمراض المعدية من خلال التحقيق والتحكم الميداني السريع والفعال
- تطوير شبكة أوروبية لاختصاصي الوبائيات المعنيين بالصحة العامة باستخدام الوسائل القياسية وتقاسم الأهداف المشتركة
- المساهمة في تطوير شبكة على مستوى الاتحاد الأوروبي لرصد الأمراض المعدية والتحكم فيها

## البنية
تستمر زمالة البرنامج الأوروبي للتدريب على التدخل في مجال الوبائيات لمدة عامين. يتم قضاء عشرة في المائة من هذه المدة في أخذ دورات تدريبية رسمية ويتم قضاء باقي المدة في التعيين في أحد مواقع التدريب في أحد البلدان الأوروبية. تبدأ الزمالة بدورة تمهيدية لمدة ثلاثة أسابيع في مجال وبائيات الأمراض المعدية. وتقدم هذه الدورة المعارف الأساسية للوبائيات الخاصة بحالات التدخل، بما في ذلك فحص تفشي الأمراض
ورصدها والبحوث التطبيقية.
بعد الدورة التمهيدية، يقضي الزملاء 23 شهرًا في أحد المواقع التدريبية في إحدى الدول الأعضاء بالاتحاد الأوروبي أو النرويج أو سويسرا أو منظمة الصحة العالمية أو في المركز الأوروبي لمكافحة الأمراض والوقاية منها (ECDC). خلال الفترة التدريبية، سوف يقوم الزملاء بـ:
- تحليل أو تصميم أو تنفيذ نظام مراقبة
- المساعدة في تطوير شبكات المراقبة الدولية
- إجراء تحقيقات بشأن حالات تفشي الأمراض
- تطوير مشروع بحثي بشأن قضايا الصحة العامة ذات الصلة
- تطوير معارف التقنيات المختبرية
- المساعدة في تحليل القرارات المتعلقة بالصحة العامة
- تدريس الوبائيات
- تقديم نتائج عملهم في المؤتمر العلمي الثانوي المؤتمر العلمي الأوروبي حول وبائيات الأمراض المعدية التطبيقية (ESCAIDE)

بالإضافة إلى الدورة التمهيدية، يتم تنظيم 4 أو 5 وحدات مدة الوحدة أسبوع على مدار فترة الزمالة. ينصب تركيز الوحدات على موضوع أو عدة موضوعات للصحة العامة، مثل: أدوات الكمبيوتر في تحقيقات تفشي الأمراض؛ الارتداد متعدد المتغيرات؛ تحليل السلاسل الزمنية؛ التطعيم؛ والطرق المختبرية لمتخصصي الوبائيات.